# NOPE/ノープ
『NOPE/ノープ』（原題: Nope）は、2022年のホラー映画。監督はジョーダン・ピール、主演はダニエル・カルーヤ、キキ・パーマー、スティーヴン・ユァン。

## ストーリー
プロローグ
ヘイウッド家は父と兄妹の3人で牧場を営み、馬を調教して映画やテレビ撮影のために貸し出して生計を立てていた。そんなある日、父オーティス・ヘイウッド・シニアの頭に空から降ってきたコインが衝突し、彼は死亡してしまう。
息子であるOJ（オーティス・ジュニア）と妹のエメラルドは牧場を受け継ぐが、仕事は上手くいかなかった。OJは牧場を維持するため、近所の「ジュピターズ・クレーム」というウエスタン・テーマパークに仕方なく馬のラッキーを売りにいく。売却した馬はこれで10頭になったが、パークのオーナーであるリッキー・“ジュープ”・パークは、父が存命の間から牧場そのものを買い取ろうとしていた。
序盤
テーマパークから帰宅したOJとエメラルドが思い出話に花を咲かせていると、牧場の白馬であるゴーストがなぜか馬場に出ており、様子を見に近寄ったOJが雲の上を円形の何かが飛行していることに気付くと、ゴーストは柵を飛び越えて走り去ってしまう。OJはゴーストを追うが、遠くの暗闇に怪しい光が明滅しており、やがて悲痛ないななきが聞こえてきた後、光がとんでもないスピードで空を走っていき、自宅では僅かな時間だが停電が発生していた。
UFOが馬をさらっていったと考えたOJとエメラルドは、その映像を撮影し高値で売却する計画を立て、量販店で監視カメラを購入する際に出会ったエンジェル・トレスに依頼して牧場内にカメラを2台と、おとりとして連続旗を付けた馬の像を設置する。片方が停止するともう片方が停止した方角の空を撮影するように設定したその夜、映像を盗み見ていたエンジェルはカメラの1つが停止したことをエメラルドに伝えるが、その時もう1つのカメラのレンズにはカマキリが張り付いていた上にピントが安定せず、決定的な証拠が撮影できない状態に陥ってしまう。
その頃、悪戯で馬場に出された牧場の馬クローバーを連れ戻しに出ていたOJは雲の上にいるUFOに追われるが、建物に逃げ込むとUFOはクローバーに狙いを変え、そちらを捕獲して去っていった。命の危険を感じたエメラルドは逃げ出そうとするが、OJが牧場から離れる気がないことを知ると、自身も牧場に残ることを決める。
翌朝、撮影監督のアントラーズ・ホルストにUFOのドキュメンタリー撮影を断られた兄妹のところに、エンジェルが慌てた様子で駆け込んできた。彼は監視カメラ設置以降の全映像を早回しでチェックした結果、映像に「決して移動しない雲」があることを兄妹に伝える。記憶を探ったOJによりその雲が半年前からそこにあったと分かるが、それをUFOの潜伏先だと推理するエンジェルに対して、OJは別の可能性を考えていた。
中盤
その週の金曜日、ジュープはテーマパークのステージで新しいショーを開催する。彼はこの半年間、毎週金曜日の夜にUFOを目撃してきたことを観客に明かし、ラッキーを餌にしてUFOを見世物にしようとしていた。しかしUFOは予定より早い日暮れ前に姿を現すと、その場にいた全員を吸い上げて飲み込んでしまう。閑散としたテーマパークに訪れたOJは唯一生き残っていたラッキーを連れ帰ろうとするが、UFOに襲われて屋内に避難したところで気を失い、目が覚めると日が暮れて外は嵐になっていた。
ラッキーを運搬車に乗せたOJは、UFOだと思っていた物が縄張り意識の強い肉食性の生物であることを自宅にいるエメラルドに電話で伝えるが、その生物は今まさに自宅の真上におり、電話が通じなくなってしまう。生物は食べた人間の所持品などの無機物や血液を兄妹の自宅に吐き出した後、わざわざOJの乗る運搬車に連続旗の付いた馬の像を吐き捨てると、日が昇るまで周辺に留まり続けた。OJが電気の復旧を確認して自宅に近付くと、実際には生物はまだ上空に待機していたが、馬の習性を思い出して“見ない”ことに注力してみたところ、生物はOJを襲わずに去っていく。
翌日、テーマパークの事件をニュースで知ったホルストが牧場を訪れ、撮影を承諾する。OJは生物を自分たちの子供時代にいた馬にちなんでジージャンと名付け、エンジェルを含めた4人で撮影する作戦を立てていく。OJが馬に乗っておとりとなり、ホルストは持参した手作りの手回し式IMAXフィルムカメラで撮影を行い、エメラルドは自宅で監視カメラの監視を、エンジェルはホルストのサポートを担当し、ジージャンの位置は牧場内の至る所に設置したチューブマンの停止で推測することになった。
終盤
しかし作戦当日、事件からジージャンの存在に勘付いた記者が電動バイクで牧場に現れる。彼はエメラルドの警告を無視してジージャンのいる方向へ向かい、急停止したバイクから投げ出され、助けようとしたOJの行動も空しくジージャンに捕食されてしまう。作戦開始の判断をしたOJは、おとりとなってジージャンをギリギリまで引き付けたところで先端に小型パラシュートを付けた連続旗を後方に展開し、嫌悪感を煽って捕食を回避すると同時に小屋に駆け込み、ジージャンを撤退に追い込んだ。ホルストはその様子をハッキリと撮影することができたが、自身の理想とする光の加減を追い求めるあまりカメラを持って飛び出し、捕食されることもいとわずに撮影を行った。
その行動に動揺してジージャンを目視したエンジェルとエメラルドにジージャンが襲い掛かるが、エンジェルは飛んできたブルーシートに覆われ転げた後、柵の有刺鉄線の一端に体を巻きつけることで捕食を回避する。一方のエメラルドは自宅が吸引により破壊され、隠れる場所がなくなってしまう。
エンジェルを捕食できなかったジージャンは、円形からクラゲのような姿へと形を変えてエメラルドに迫る。小屋に潜むOJが記者の電動バイクで逃げるように促すが、ジージャンの接近によりバイクは起動しない。OJは小屋から出ると馬に乗ってジージャンを直視して挑発し、エメラルドから離れるように誘導する。ジージャンがOJを捕食しようと迫る中、バイクが起動して走り出したエメラルドは、テーマパークに逃げ込む。園内で繋がれていた大きな水素風船のマスコット人形を解き放つと、人形に“見られた”と判断したジージャンはそれを捕食し、体内で水素が爆発して跡形もなくなった。
エメラルドは満身創痍だったが、テーマパークに設置されていた井戸型のポラロイドカメラで捕食の様子を撮影することに成功。その後、テーマパークの正面に駆けつけた多数のマスコミをいちべつして立ち上がると、その反対側には馬に乗ったOJの姿があった。

## 登場人物・キャスト
※括弧内は日本語吹替。
OJ
演 - ダニエル・カルーヤ（三宅健太）
オーティスの息子。亡き父から牧場を受け継いでいる。フルネームはオーティス・ヘイウッド・ジュニア。真面目だが内向的な性格。
エメラルド・ヘイウッド
演 - キキ・パーマー（根本圭子）
オーティスの娘。OJの妹で、愛称はエム。兄とは反対に明るくて社交的な性格。様々な副業をこなす。
リッキー・“ジュープ”・パク
演 - スティーヴン・ユァン（勝杏里）
元子役。現在はテーマパーク「ジュピターズ・クレイム」のオーナー・クリエイター。
かつての大人気シットコム番組『ゴーディズ・ホーム』に子供警官役として出演して人気を博し、今でも作品の熱狂的なファンがパークに訪れる。
エンジェル・トーレス
演 - ブランドン・ペレア（川中子雅人）
フライズ・エレクトロニックスの技術セールスマン。
アントレス・ホルスト
演 - マイケル・ウィンコット（宮内敦士）
有名な撮影監督。
アンバー・パク
演 - レン・シュミット（安國愛菜）
ジュープの妻。
オーティス・ヘイウッド・Sr.
演 - キース・デイヴィッド（菅原正志）
OJとエメラルドの父。ヘイウッド・ハリウッド牧場の所有者だったが、飛行機から落ちてきたとされるコインに頭を貫かれて死亡する。
ボニー・クレイトン
演 - ドナ・ミルズ（さいとうよしえ）
女優。
ネシー
演 - バービー・フェレイラ
エンジェルの同僚。
バスター
演 - エディ・ジェイミソン（高橋大輔）
コマーシャルの制作スタッフ。
フィン・バックマン
演 - オズ・パーキンス（水越健）
コマーシャルの監督。
ライダー・マイブリッジ
演 - デヴォン・グレイ
TMZの記者。
ゴーディ
演 - テリー・ノタリー
『ゴーディズ・ホーム』の主役だったチンパンジー。シーズン2の撮影中に突如暴れだし、惨劇を起こした。
メアリー・ジョー・エリオット
演 - ソフィア・コト（二階堂結）
『ゴーディズ・ホーム』でヘイリー・ハウストンを演じている。
トム・ローガン
演 - アンドリュー・パトリック・ラルストン（半澤敦史）
『ゴーディズ・ホーム』でブレット・ハウストンを演じている。
フィリス・メイベリー
演 - ジェニファー・ラフルール
『ゴーディズ・ホーム』でマーガレット・ハウストンを演じている。
その他声の出演：原田萌、林太久磨、瀬尾昌史、西村健志、星野祐司

## 製作
2020年11月9日、ジョーダン・ピールが脚本、監督、製作を行った無題の映画が、2022年7月22日にユニバーサル・ピクチャーズから公開されることが明らかになった。2021年2月、キキ・パーマーとダニエル・カルーヤがキャストに加わり、
ジェシー・プレモンスが『花殺し月の殺人』の映画化に主演するために映画の役を断ったと発表された。2021年3月、スティーヴン・ユァンが出演することが発表され、2021年6月7日にロサンゼルスで主な撮影が始まった
。
ピールは、2021年7月22日にポスターと映画のタイトルを発表した。なお、本作の一部のシーンはIMAXカメラで撮影される。また、マイケル・ウィンコット、バービー・フェレイラ、ブランドン・ペレア、の追加キャストが発表された。

## Blu-ray/DVD
NBCユニバーサルより4K UHD、Blu-ray DiscとDVDが発売。
- Blu-ray
  - NOPE/ノープ ブルーレイ+DVD　品番：GNXF-2807　発売日：2023年1月6日
  - NOPE/ノープ 4K Ultra HD+ブルーレイ　品番：GNXF-2808　発売日：2023年1月6日
  - NOPE/ノープ　品番：GNXF-2862　発売日：2023年8月2日
- DVD
  - NOPE/ノープ　品番：GNBF-5807　発売日：2023年8月2日